# David Butler (Drehbuchautor)
David Dalrymple Butler (* 12. November 1927 in Larkhall, South Lanarkshire; † 27. Mai 2006 in London) war ein britischer Drehbuchautor und Theaterschauspieler.

## Leben
David Butler, dessen Eltern Lehrer von Beruf waren, besuchte ab seinem 18. Lebensjahr die University of St Andrews, an der er Schauspiel und Theaterwissenschaft studierte. Zunächst wollte er Schauspieler werden und absolvierte daraufhin die Royal Academy of Dramatic Art. Erste Erfahrungen in seinem Fachbereich sammelte er im Londoner Theaterbezirk West End. Eine Karriere als Schauspieler beim Film blieb Butler jedoch stets verwehrt.
Kurz nach der Hochzeit mit der Schauspielerin Norma Ronald, im Jahr 1959, begann Butler mit dem Schreiben von Drehbüchern. Zu Beginn waren es noch britische, international kaum erfolgreiche Fernsehserien, darunter 1972 die zum Teil in Österreich gedrehte Miniserie The Strauss Family, doch schon im selben Jahr schrieb er das erste von insgesamt 14 Drehbücher zur erfolgreichen Fernsehserie Black Beauty. 1974 erhielt er den renommierten Komponistenpreis der Royal Philharmonic Society in London.
1976 schrieb er in Kooperation mit dem US-Amerikaner Steve Shagan das Buch zu Reise der Verdammten, der sich thematisch mit der Judenverfolgung zur Zeit des Nationalsozialismus auseinandersetzt. Es war sein erfolgreichstes Werk, da er 1977 sowohl für den Golden Globe Award aber auch für den Oscar nominiert wurde.
Butler avancierte rasch zu einem Autor von historischen Miniserien. Nachdem er im Jahr 1977 ergänzende Dialoge zu Franco Zeffirellis Bibelverfilmung Jesus von Nazareth beigesteuert hatte, schrieb er nur ein Jahr später mit Disraeli: Portrait of a Romantic das Drehbuch zur Filmbiografie über Benjamin Disraeli. 1982 schrieb er zudem das Drehbuch zur erfolgreichen Miniserie Marco Polo.
Nach der Scheidung von Norma Ronald, im Jahr 1966, heiratete Butler 1969 Mary McPhail, mit der er zwei Töchter bekam. Die Ehe hielt bis zu Butlers Tod.
1992, nachdem er das Drehbuch des französischen Abenteuerfilms Blood and Dust geschrieben hatte, zog sich Butler ins Privatleben zurück.
Er starb im Mai 2006, im Alter von 78 Jahren, in London.

## Filmografie (Auswahl)
- 1976: Reise der Verdammten (Voyage of the Damned)
- 1979: Die Bäreninsel in der Hölle der Arktis (Bear Island)
- 1982: Marco Polo (Fernseh-Miniserie)
- 1983: Im Wendekreis des Kreuzes (The Scarlet and the Black)
- 1992: Mit Schwert und Leidenschaft (De terre et de sang)

## Filmpreis (Auswahl)
- 1977: Nominiert für den Oscar/Bestes adaptiertes Drehbuch, für: Reise der Verdammten (Voyage of the Damned)
- 1977: Nominiert für den Golden Globe Award/Bestes Filmdrehbuch, für: Reise der Verdammten (Voyage of the Damned)